# ISS:SA
Albums de Gescom
Minidisc
(1998) A1-D1
(2007)
ISS:SA est un EP du groupe anglais de musique électronique Gescom, paru en 2003.

## Titres

### CD
| 1.    | ISS:SA     | 9:19  |
| 2.    | Tangle Ill | 7:50  |
| 3.    | TR2A       | 5:22  |
| 4.    | Slow Acid  | 9:43  |
| 5.    | Megamix    | 14:42 |
| 46:56 |            |       |

### Vinyle 12″
| Face A | Face A     | Face A | Face A | Face A | Face A | Face A | Face A | Face A | Face A |
| No     | Titre      | Durée  |        |        |        |        |        |        |        |
| ------ | ---------- | ------ | ------ | ------ | ------ | ------ | ------ | ------ | ------ |
| 1.     | ISS:SA     | 9:18   |        |        |        |        |        |        |        |
| 2.     | Tangle Ill | 7:49   |        |        |        |        |        |        |        |
| 17:07  |            |        |        |        |        |        |        |        |        |

| Face B | Face B    | Face B | Face B | Face B | Face B | Face B | Face B | Face B | Face B |
| No     | Titre     | Durée  |        |        |        |        |        |        |        |
| ------ | --------- | ------ | ------ | ------ | ------ | ------ | ------ | ------ | ------ |
| 1.     | TR2A      | 5:20   |        |        |        |        |        |        |        |
| 2.     | Slow Acid | 9:41   |        |        |        |        |        |        |        |
| 15:01  |           |        |        |        |        |        |        |        |        |